# A Dictionary of Greek and Roman Antiquities

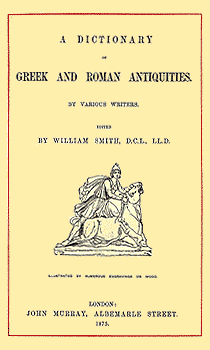
A Dictionary of Greek and Roman Antiquities (Titelseite der Ausgabe 1875)

Das Dictionary of Greek and Roman Antiquities (Wörterbuch der griechischen und römischen Altertümer) von William Smith ist eine englische Enzyklopädie zur klassischen Antike. Das Nachschlagewerk wurde seit 1842 mit vielen weiteren Neuauflagen veröffentlicht. Es umfasst Themen wie Recht, Religion, Architektur, Kriege und Alltagsleben.

Im englischsprachigen Raum diente es lange Zeit als handliches Nachschlagewerk, ist jedoch aus heutiger Sicht inhaltlich überholt. Es kann in Qualität und Umfang nicht mit anderen mehrbändigen Enzyklopädien derselben Zeit in Französisch, Deutsch und Italienisch verglichen werden, wie zum Beispiel dem Dictionnaire des Antiquités Grecques et Romaines von Charles Daremberg und Edmond Saglio, Paulys Realencyclopädie der classischen Altertumswissenschaft von Georg Wissowa und dem Dizionario epigrafico di antichità romane von Ettore De Ruggiero.

## Ausgaben
- Originalausgabe 1842
- 2. Edition Boston 1859
- Teilausgabe 1875, LacusCurtius
- Ausgabe 1890, Perseus Project

American Edition, bearbeitet von Charles Anthon
- 3. Edition New York 1848
- 3. Edition New York 1870
- 3. Edition revised New York 1878

## Autoren
1. Auflage
- A. A.: Alexander Allen
- J. W. D.: John William Donaldson
- W. F. D.: William Fishburn Donkin
- W. A. G.: William Alexander Greenhill
- B. J.: Benjamin Jowett
- C. R.  K.: Charles Rann Kennedy
- K.:  Thomas Hewitt Key
- H. G. L.:  Henry George Liddell
- G. L.:  George Long
- J. S. M.: John Smith Mansfield
- J. N.: John Narrien
- W. R.: William Ramsay
- A. R.:  Anthony Rich,  Jun.
- L. S.:  Leonhard Schmitz
- P. S.: Philip Smith
- R. W —TT.: Richard Westmacott,  Jun.
- R. W—N.:  Robert Whiston,  M.  A.
- R. N.  W.: Ralph Nicholson Wornum
- J. Y.:  James Yates.